# Big Bird
Big Bird (también conocido como "Paco Pico" en España) es un personaje principal perteneciente a Sesame Street, en su versión original norteamericana. Interpretado por Caroll Spinney desde 1969 hasta 2015, y desde entonces por Matt Vogel, es un pájaro antropomórfico, de color amarillo brillante de 249 cm de altura. Es reconocido como primo de su homónimo Abelardo Montoya en su versión en América Latina.
No debe confundirse con la Gallina Caponata, personaje de la versión española de TVE, que por errores de doblaje suele decirse que son el mismo personaje. Sin embargo, su apariencia es diferente.

## Títere
Big Bird fue diseñado originalmente por Jim Henson, creador de los Muppets, construido por Kermit Love en 1969. El intérprete de Big Bird está completamente encerrado dentro del traje, y extiende su mano derecha sobre su cabeza para operar la cabeza y el cuello del títere. La mano izquierda del operador sirve como el ala izquierda del pájaro, mientras que el ala derecha está rellena y cuelga suelta de un sedal o nylon, que atraviesa un lazo debajo del cuello y se adhiere a la muñeca de la mano izquierda. La mano derecha hace lo contrario de la mano izquierda: a medida que la mano izquierda baja, la línea de nylon tira de la mano derecha. Para algunos de los segmentos del programa, un segundo titiritero controla el ala derecha de Big Bird. Esto solo puede hacerse utilizando un traje de cuerpo completo y hacer uso de técnicas como clave de color, siempre y cuando el set de grabación lo permita.
El traje de Big Bird pesa unos cinco kilos, mientras que su cabeza pesa dos kilos o más. Según la escritora Louise Gikow, el calor dentro del traje es "insoportable y es extraordinariamente difícil sostener la cabeza de Big Bird". La apariencia de Big Bird ha cambiado con los años, al igual que su personalidad. Originalmente, tenía muy pocas plumas sobre su cabeza y las plumas de su cuerpo eran más desaliñadas, su cuerpo no estaba tan redondeado y relleno, teniendo un aspecto menos acogedor. Gradualmente, consiguió más plumas en la parte superior, lo que le dio a su cabeza una apariencia más redondeada, y desarrolló una cresta parecida a plumas amarillas más claras sobre sus ojos. Su cuerpo se volvió más redondo. Su personalidad se desarrolló a lo largo del tiempo de ser un personaje débil e ingenioso a la inocencia infantil por la que es conocido hoy en día.

## Confusiones entre el personaje original y sus adaptaciones

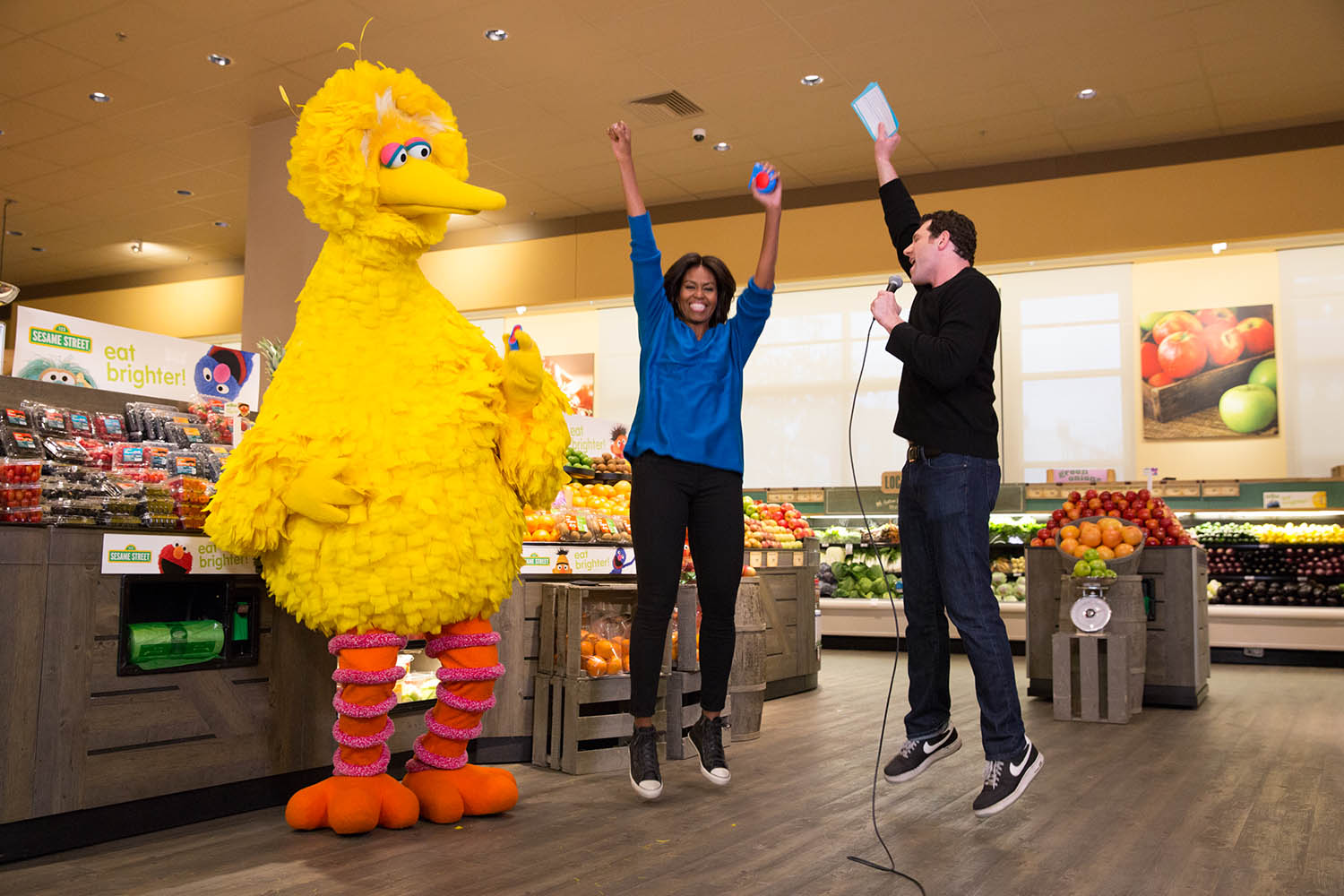
Big Bird, Michelle Obama y Billy Eichner.

Sesame Workshop, organización encargada de la distribución y de los derechos de los personajes de Sesame Street, a lo largo de los años ha coproducido franquicias del programa televisivo para la transmisión de versiones nacionalizadas. En dichas producciones, se han utilizado marionetas del programa original y versiones nuevas, como lo es el caso de Big Bird, que en la mayoría de las veces su personaje es reemplazado por un homónimo que cumple la misma función dentro del programa. Ejemplos dentro de las coproducciones hispanoparlantes son:
- La Gallina Caponata, original de España, es un personaje de la serie infantil Barrio Sésamo (en su etapa emitida por TVE entre 1979 y 1980), interpretado por la actriz Emma Cohen. Se trataba de un muñeco de color entre rosado y rojizo del tamaño de una persona, basado en el personaje de la versión original norteamericana de Barrio Sésamo (Sesame Street), con el que es frecuentemente confundida debido a las confunsiones generadas por el doblaje de segmentos de la versión estadounidense. A simple vista, se puede diferenciar la aparariencia del uno del otro. Actualmente, Big Bird tuvo breves apariciones en la versión española moderna, donde se le conocía como Paco Pico en el doblaje. Adicional a esto, para más confusiones, en la serie animada "Juega conmigo Sésamo", que estrenó Antena 3 en 2006, la cual es una versión doblada de "Play With Me, Sesame", que se emite en Estados Unidos desde 2002, se llamó Caponata al Big Bird animado en vez de Paco Pico y hasta actualidad.
- 1972 - presente, Abelardo Montoya en Hispanoamérica, es un personaje distinto a Big Bird creado para la versión hispanoamericana de Plaza Sésamo por Televisa. Se trata de un ave de color verde con detalles violetas y patas rojas, imitando la apariencia de un perico. En las primeras temporadas de la versión mexicana, su nombre era Serapio. Incluso se puede ver juntos a ambos personajes, como el episodio 3646 de la temporada 28, que se emitió en Estados Unidos en la celebración del "Cinco de Mayo" en 1997; Abelardo es identificado como primo de Big Bird. Originalmente se intentó volver a la continuidad del personaje y tornarlo amarillo, pero finalmente la idea fue desechada, dejándolo como una versión aclimatada única.

## Curiosidades
El 21 de mayo de 1990, Big Bird apareció en el memorial de Jim Henson en la Catedral de St. John the Divine en la ciudad de Nueva York, interpretando la canción insignia de Kermit la Rana (conocida como la Rana René en Hispanoamérica y la Rana Gustavo en España). "Bein' Green". Caroll Spinney, operador y voz de Big Bird, casi se derrumbó varias veces durante la interpretación descrita como profundamente conmovedora, que más tarde fue descrita por la revista LIFE como "un suceso épico y casi insoportablemente conmovedor". Big Bird repitió dicha interpretación el 2 de julio de ese mismo año, en la Catedral de St. Paul en Londres, donde se realizó un segundo memorial para Jim Henson.
Durante el primer debate presidencial para las elecciones presidenciales de Estados Unidos de 2012, Mitt Romney usó a Big Bird como ejemplo de los recortes de gastos que haría para reducir el déficit del presupuesto federal. Sesame Workshop posteriormente solicitó que las campañas políticas eliminen los personajes de Sesame Street de los materiales de publicidad, indicando en su sitio web: "Sesame Workshop es una organización sin fines de lucro y no partidaria, y no respaldamos candidatos ni participamos en campañas políticas".